# Filharmonicy Wiedeńscy

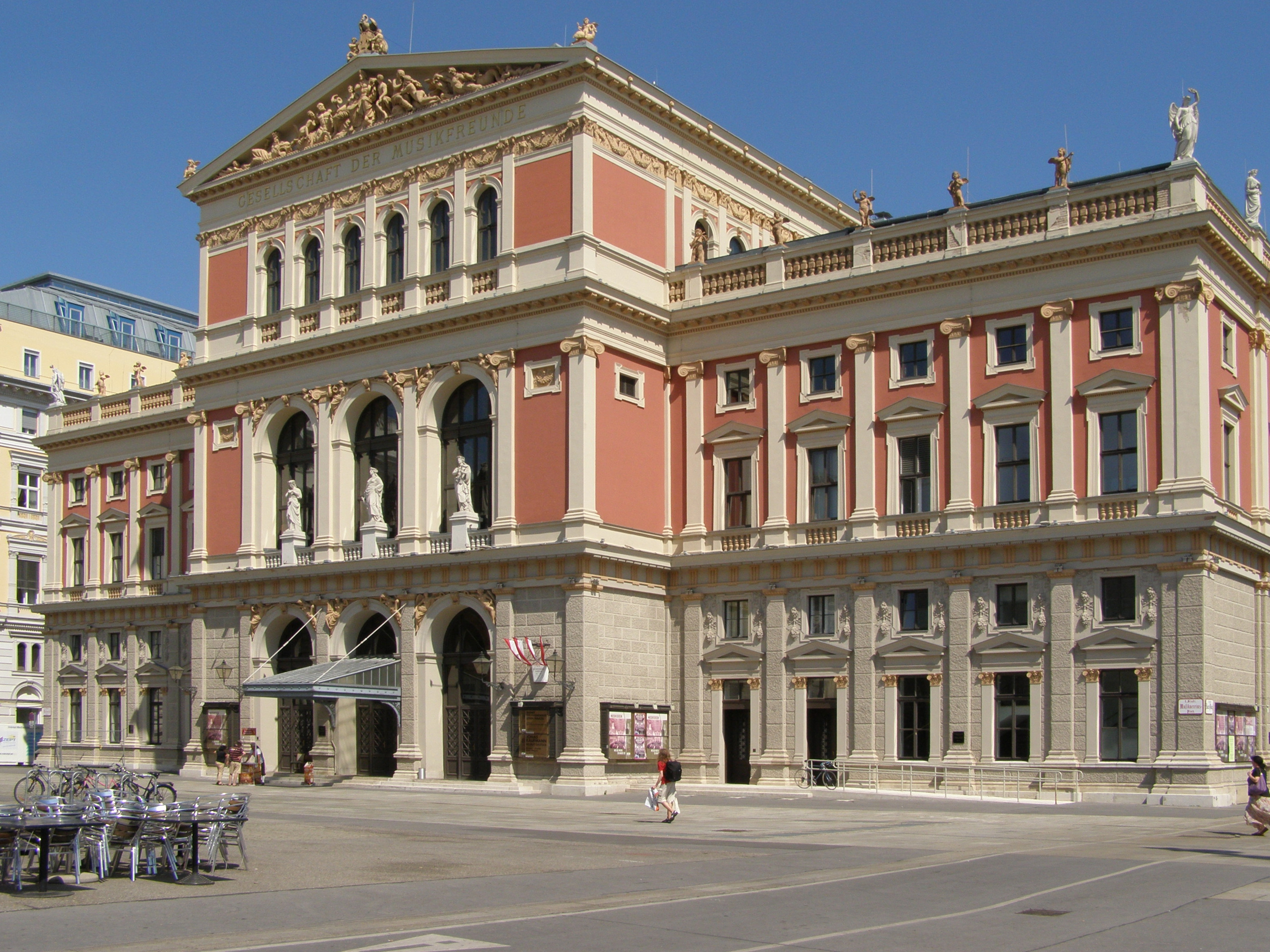
Musikverein w Wiedniu

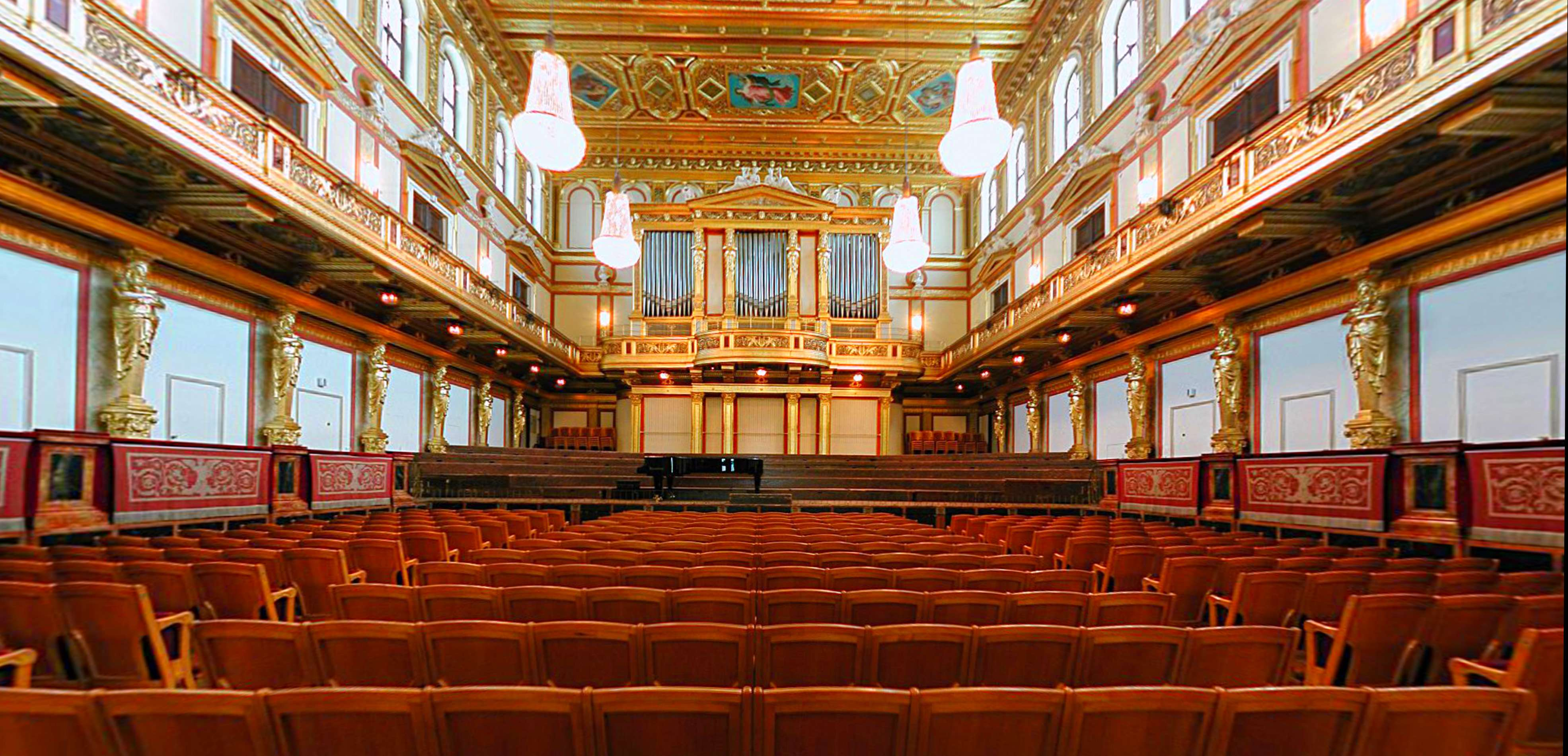
Musikverein (Großer Saal)

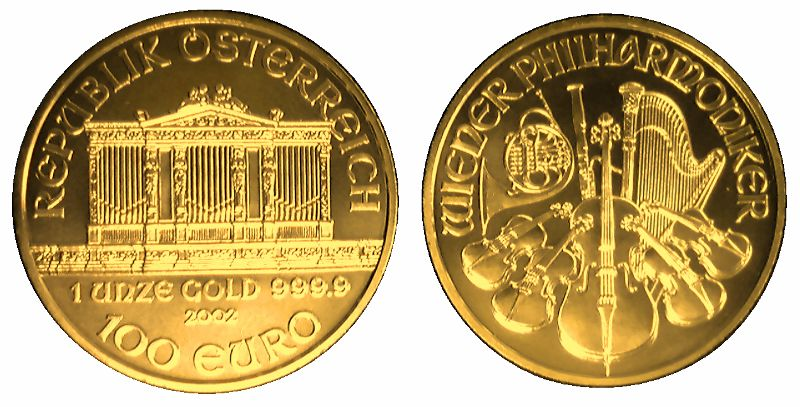
Moneta 100 euro poświęcona orkiestrze

Filharmonicy Wiedeńscy (niem. Wiener Philharmoniker) – najważniejsza orkiestra w Austrii i jedna spośród bardziej znaczących na świecie. W rankingu brytyjskiego miesięcznika Gramophone Filharmonicy Wiedeńscy uzyskali miano jednej z pięciu najlepszych orkiestr świata, obok Berliner Philharmoniker, Londyńskiej Orkiestry Symfonicznej, Koninklijk Concertgebouworkest z Amsterdamu i Chicagowskiej Orkiestry Symfonicznej.
Siedzibą orkiestry jest gmach Wiedeńskiego Towarzystwa Muzycznego (Musikverein), a jej członkowie są dobierani spośród zespołu Opery Wiedeńskiej. Początki Filharmoników Wiedeńskich sięgają 28 marca 1842, kiedy to Otto Nicolai wraz z orkiestrą Opery Cesarskiej zapoczątkował koncerty filharmoniczne. Od 1933 r. orkiestra nie ma stałego dyrygenta, lecz gości w tej roli światowe sławy.
Orkiestra znana jest m.in. z transmitowanych koncertów noworocznych opartych na muzyce Johanna Straussa ojca oraz syna, a także współczesnych im kompozytorów. Mające swój początek w koncercie sylwestrowym 1939 r. i noworocznym 1941 r. koncerty od lat 80. XX w. dyrygowane są przez wybieranego na dany rok dyrygenta. Z uwagi na wielką popularność bilety są losowane.
Filharmonicy Wiedeńscy widnieją na austriackich monetach bulionowych czerpiących od nich nazwę – tradycyjnie złotych, od 2008 roku też srebrnych (próba 999), a od 2016 roku również w wydaniu platynowym (próba 999,5).

## Dyrygenci

### Do roku 1933
- Otto Nicolai (1842–1848)
- Karl Anton Eckert (1854–1857)
- Felix Dessoff (1860–1875)
- Hans Richter (1875–1882)
- Wilhelm Jahn (1882–1883)
- Hans Richter (1883–1898)
- Gustav Mahler (1898–1901)
- Josef Hellmesberger Jr. (1901–1903)
- Felix Weingartner (1908–1927)
- Wilhelm Furtwängler (1927–1930)
- Clemens Krauss (1929–1933)

### Dyrygenci gościnni (od roku 1933)
- Bruno Walter
- Fritz Busch
- Arturo Toscanini
- Richard Strauss
- Josef Krips
- Wilhelm Furtwängler
- Hans Knappertsbusch
- Sir John Barbirolli
- Erich Kleiber
- Karl Böhm
- Herbert von Karajan
- Rafael Kubelík
- George Szell
- Carl Schuricht
- Carlos Kleiber
- Wolfgang Sawallisch
- Carlo Maria Giulini
- Sir Adrian Boult
- Leonard Bernstein
- Seiji Ozawa
- Claudio Abbado
- James Levine
- Lorin Maazel
- Simon Rattle
- Mstisław Rostropowicz
- André Previn
- Giuseppe Sinopoli
- Václav Neumann
- Riccardo Muti
- Georges Prêtre
- Walerij Giergijew
- Nikolaus Harnoncourt
- Pierre Boulez
- John Eliot Gardiner
- Roger Norrington
- Marcello Viotti
- Christian Thielemann
- Franz Welser-Möst
- Daniele Gatti
- Gilbert Kaplan
- Mariss Jansons
- Daniel Barenboim
- Simone Young
- Pierre Monteux
- Jonathan Nott
- Daniel Harding
- Zubin Mehta
- Willi Boskovsky
- Georg Solti
- Günter Wand
- Eugene Ormandy